# Diane Kruger

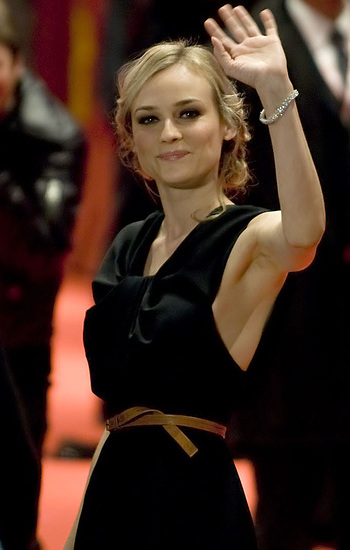
Diane Kruger (2008)

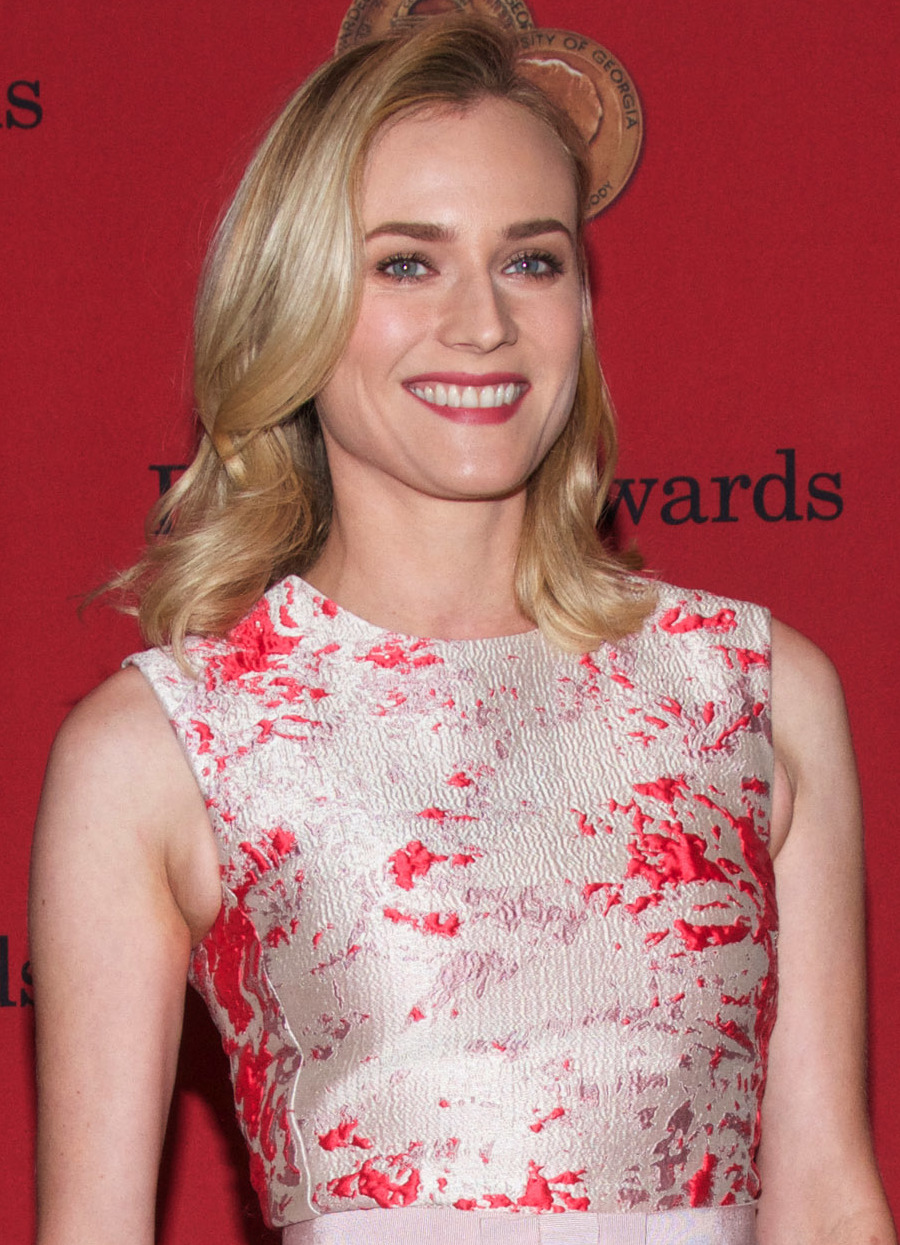
Diane Kruger (2014)

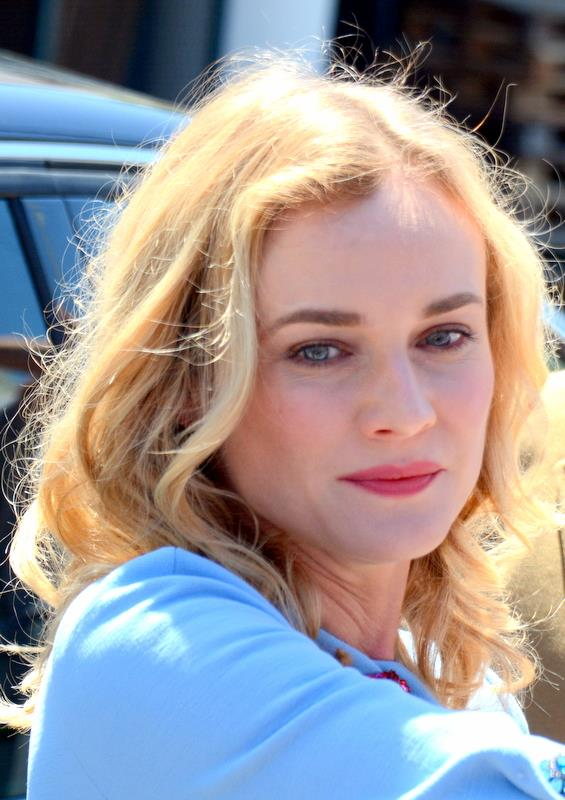
Kruger na 68. MFF w Cannes (2015)

Diane Kruger, właśc. Diane Heidkrüger (ur. 15 lipca 1976 w Algermissen) – niemiecka aktorka filmowa i modelka. Laureatka nagrody dla najlepszej aktorki na 70. MFF w Cannes za rolę w filmie W ułamku sekundy (2017) Fatiha Akına.

## Życiorys
Jest córką Hansa-Heinricha i Marii-Theresy. Początkowo uczyła się baletu w Londynie, jednak na przeszkodzie w zrobieniu kariery baletnicy stanęła kontuzja. W takiej sytuacji Kruger wyjechała do Paryża, gdzie zaczęła pracować jako modelka.
Studiowała aktorstwo w Cours Florent. Bezskutecznie starała się o rolę w Piątym elemencie Luca Bessona. Debiutowała dopiero w 2002 roku w filmie Zawód morderca Jean-Pierre’a Roux, gdzie wystąpili m.in. Christopher Lambert i Dennis Hopper. W tym samym roku Kruger zagrała obok swojego ówczesnego męża, Guillaume’a Caneta, we francuskiej produkcji Mon idole.
Przełomem w jej karierze okazała się rola Heleny w filmie Troja Wolfganga Petersena. Producenci chcieli obsadzić w tej roli aktorkę nieznaną szerszej publiczności. Po zdjęciach próbnych w Montrealu, Londynie i Los Angeles Kruger została wybrana. Postawiono przed nią warunek w postaci przytycia 7 kilogramów.
Po premierze filmu Petersena w maju 2004 roku niemiecką aktorką zainteresowało się Hollywood. Wystąpiła w Skarbie narodów, u boku Nicolasa Cage’a oraz jego kontynuacji.
Kruger była gospodynią uroczystego otwarcia i zamknięcia 60. MFF w Cannes (2007). Zasiadała także w jury konkursu głównego na 65. MFF w Cannes (2012) oraz na 72. MFF w Wenecji (2015).
W 2009 wystąpiła w filmie Bękarty wojny w reżyserii Quentina Tarantino. Za rolę tę Kruger otrzymała nominację do nagrody Gildii Aktorów Ekranowych dla najlepszej aktorki drugoplanowej. Obsada filmu otrzymała nagrodę ogólną za „wybitny występ zespołu aktorskiego w filmie kinowym”.
Oprócz języka niemieckiego płynnie (tak jak językiem ojczystym) posługuje się francuskim i angielskim.
W 2015 związała się z Normanem Reedusem. W listopadzie 2018 urodziła córkę.

## Filmografia

### Filmy fabularne
- 2002: Mon idole jako Clara Broustal
- 2002: Zawód morderca (The Piano Player) jako Erika
- 2003: Ani za, ani przeciw (Ni pour, ni contre (bien au contraire)) jako dziewczyna na telefon
- 2003: Najlepsi z najlepszych (Michel Vaillant) jako Julie Wood
- 2004: Sny o potędze (Narco) jako dziewczyna z nocnego klubu
- 2004: Apartament (Wicker Park) jako Lisa
- 2004: Skarb narodów (National Treasure) jako Abigail Chase
- 2004: Troja (Troy) jako Helena
- 2005: Frankie jako Frankie
- 2005: Boże Narodzenie (Joyeux Noël) jako Anna Sörensen
- 2006: Brygady tygrysa (Les Brigades du tigre) jako księżniczka Constance Radetsky
- 2006: Kopia mistrza (Copying Beethoven) jako Anna Holtz
- 2007: L'âge des ténèbres jako Véronica Star
- 2007: W pogoni za zbrodniarzem (The Hunting Party) jako Marjana
- 2007: Goodbye Bafana jako Gloria Gregory
- 2007: Skarb narodów: Księga tajemnic (National Treasure: Book of Secrets) jako Abigail Chase
- 2008: Dla niej wszystko (Pour elle) jako Lisa
- 2009: Kryptonim Farewell (L'affaire Farewell) jako Biegająca kobieta
- 2009: Lascars jako Clémence Santiepi (głos)
- 2009: Bękarty wojny (Inglourious Basterds[4]) jako Bridget Von Hammersmark
- 2009: Mr. Nobody jako Anna / Druga Anna
- 2010: Inhale jako Diane Stanton
- 2010: Lily (Pieds nus sur les limaces) jako Clara
- 2011: Terytorium wroga (Special Forces) jako Elsa Casanova
- 2011: Tożsamość (The Unknown) jako Gina
- 2012: Żegnaj, królowo (Les adieux à la reine) jako Maria Antonina
- 2012: Wyszłam za mąż, zaraz wracam (Un plan parfait) jako Isabelle
- 2013: Intruz (The Host) jako Łowczyni / Lacey
- 2013: Guillaume i chłopcy! Kolacja! (Les garçons et Guillaume, à table!) jako Ingeborg
- 2013: The Galapagos Affair: Satan Came to Eden jako Margret Wittmer (głos)
- 2014: Świętsze od aniołów (The Better Angels) jako Sarah Lincoln
- 2015: Cień (Maryland) jako Jessie
- 2015: Sky jako Romy
- 2015: Ojcowie i córki (Fathers & Daughters) jako Elizabeth
- 2016: Boss (The Infiltrator) jako Kathy Ertz
- 2017: Wszystko nas dzieli (Tout nous sépare) jako Julia Keller
- 2017: W ułamku sekundy (Aus dem Nichts) jako Katja Sekerci
- 2018: Jeremiah Terminator LeRoy (JT LeRoy) jako Eva Avalon
- 2018: Witajcie w Marwen (Welcome to Marwen) jako Deja Thoris
- 2019: Perfekcjonistka (The Operative) jako Rachel
- 2022: Zbrodnia namiętności (Out of the Blue) jako Marilyn Chambers
- 2022: First Love jako Kay Albright
- 2022: Detektyw Marlowe (Marlowe) jako Clare Cavendish
- 2022: 355[4] (The 355) jako Marie Schmidt

### Seriale telewizyjne
- 2002: Duelles jako Sabine
- 2010: Fringe: Na granicy światów jako Miranda Greene (niewymieniona w czołówce)
- 2013–2014: The Bridge: Na granicy (The Bridge[4]) jako Sonya Cross
- 2022: Swimming with Sharks jako Joyce[4]

## Nagrody
- Nagroda Gildii Aktorów Ekranowych Wybitny występ zespołu aktorskiego w filmie kinowym: 2010 Bękarty wojny
- Nagroda na MFF w Cannes Najlepsza aktorka: 2017 W ułamku sekundy